# Lallemantia
Lallemantia — рід однорічних або дворічних трав, що населяють західну й центральну Азію й західний Сибір.

## Біоморфологічна характеристика
Листки прості. Суцвіття складнозонтикоподібні, кінцеві, колосоподібні чи довгасті, часто перервані; щитки малоквіткові. Чашечка трубчаста, пряма або вигнута, 2-губна, 5-лопатева (3/2), частки неоднакові, трикутні. Віночок сильно 2-губий (2/3), задня губа з 2 поздовжніми складками всередині, трубка розширена зверху. Тичинок включені під губу віночка. Горішки довгасті, трикутні, гладкі, клейкі. 2n = 14.

## Види
Рід містить 5 видів: 
1. Lallemantia baldshuanica Gontsch.
2. Lallemantia canescens (L.) Fisch. & C.A.Mey.
3. Lallemantia iberica (M.Bieb.) Fisch. & C.A.Mey.
4. Lallemantia peltata (L.) Fisch. & C.A.Mey.
5. Lallemantia royleana (Benth.) Benth.